# سیارک ۶۵۳۰
سیارک ۶۵۳۰ (به انگلیسی: 6530 Adry، نامگذاری:1994GW) شش هزار و پانصد و سیمین سیارک کشف شده‌است که در ۱۲ آوریل ۱۹۹۴ کشف شد.
قدر مطلق سیارک برابر ۱۲٫۶۰ است.